# 32è Festival Internacional de Cinema de Canes
El 32è Festival Internacional de Cinema de Canes es va dur a terme del 10 al 24 de maig de 1979. La Palma d'Or fou atorgada a Apocalypse Now de Francis Ford Coppola, que fou exhibida com a obra inacabada, i Die Blechtrommel de Volker Schlöndorff.
El festival va obrir amb Hair, dirigida per Miloš Forman i va acabar amb À nous deux, dirigida per Claude Lelouch.
Françoise Sagan, el President del Jurat, va suscitar una controvèrsia quan es va queixar que Robert Favre Le Bret, president del Festival, havia deixat el seu paper i havia exercit pressió sobre el jurat per la selecció de la pel·lícula de Coppola, mentre havia defensat Die Blechtrommel a l'últim minut de la competició. Finalment, la Palma d'Or es va concedir a ambdues pel·lícules.

## Jurat
Les següents persones foren nomenades per formar part del jurat en l'edició de 1979:
Pel·lícules
- Françoise Sagan (França) President
- Sergio Amidei (Itàlia)
- Rodolphe-Maurice Arlaud (Suïssa)
- Luis García Berlanga (Espanya)
- Maurice Bessy (França)
- Paul Claudon (França)
- Jules Dassin (WUA)
- Zsolt Kézdi-Kovács (Hongria)
- Robert Rozhdestvensky (URSS) (autor)
- Susannah York (UK)

## Selecció oficial

### En competició – pel·lícules
Les següents pel·lícules competiren per la Palma d'Or:
- Apocalypse Now de Francis Ford Coppola
- Arven d'Anja Breien
- Les Soeurs Brontë d'André Téchiné
- The China Syndrome de James Bridges
- Days of Heaven de Terrence Malick
- Caro papà de Dino Risi
- The Europeans de James Ivory
- Magyar rapszódia de Miklós Jancsó
- La drôlesse de Jacques Doillon
- My Brilliant Career de Gillian Armstrong
- Norma Rae de Martin Ritt
- Okupacija u 26 slika de Lordan Zafranović
- Série noire d'Alain Corneau
- Siberiade d'Andrei Konchalovsky
- Los sobrevivientes de Tomás Gutiérrez Alea
- Die Blechtrommel de Volker Schlöndorff
- L'ingorgo - Una storia impossibile de Luigi Comencini
- Victoria de Bo Widerberg
- Bez znieczulenia d'Andrzej Wajda
- Een vrouw tussen hond en wolf d'André Delvaux
- Woyzeck de Werner Herzog

### Un Certain Regard
Les següents pel·lícules foren seleccionades per competir a Un Certain Regard:
- Fad'jalk de Safi Faye
- Companys, procés a Catalunya de Josep Maria Forn
- Encore un Hiver de Françoise Sagan
- Dalla nube alla resistenza de Jean-Marie Straub i Danièle Huillet
- Moments de la vie d'une femme de Michal Bat-Adam
- A kedves szomszéd de Zsolt Kézdi-Kovács
- Les petites fugues d'Yves Yersin
- Printemps en Février de Shei Tieli
- Mourir à tue-tête d'Anne Claire Poirier
- Spirit of the Wind de Ralph Liddle
- Die dritte Generation de Rainer Werner Fassbinder
- Paviljon VI de Lucian Pintilie

### Pel·lícules fora de competició
Les següents pel·lícules foren seleccionades per ser projectades fora de competició:
- Cristo si è fermato a Eboli de Francesco Rosi
- Hair de Miloš Forman
- Manhattan de Woody Allen
- Le Musee du Louvre de Toshio Uruta
- Prova d'orchestra de Federico Fellini
- À nous deux de Claude Lelouch
- Wise Blood de John Huston

### Curtmetratges en competició
Els següents curtmetratges competien per Palma d'Or al millor curtmetratge:
- Barbe bleue d'Olivier Gillon
- Bum de Břetislav Pojar
- La Dame de Monte Carlo de Dominique Delouche
- La Festa dels bojos de Lluís Racionero Grau
- Harpya de Raoul Servais
- Helping Hand de John P. Taylor, Zlatko Pavlinovic
- Le Mur de Jan January Janczak
- Petite histoire un peu triste de Didier Pourcel
- Põld de Rein Raamat
- The Waltzing Policemen de Kerry Feltham
- Zwei Frauen in der Oper de Christian Veit-Attendorff

## Seccions paral·leles

### Setmana Internacional dels Crítics
Els següents llargmetratges van ser seleccionats per ser projectats per a la divuitena Setmana de la Crítica (18e Semaine de la Critique):
- Чуй петела de Stefan Dimitrov (Bulgària)
- Fremd bin ich eingezogen de Titus Leber (Àustria)
- Jun d'Hiroto Yokoyama (Japó)
- Northern Lights de John Hanson, Rob Nilsson (Estats Units)
- La Rabi d'Eugeni Anglada (Espanya)
- Les Servantes du bon dieu de Diane Létourneau (Canadà)
- Sayehaye bolande bad de Bahman Farmanara (Iran)

### Quinzena dels directors
Les següents pel·lícules foren exhibides en la Quinzena dels directors de 1979 (Quinzaine des Réalizateurs):
- Angi Vera de Pál Gábor
- Avoir 16 ans de Jean-Pierre Lefèbvre
- Bastien, Bastienne de Michel Andrieu
- Black Jack de Ken Loach
- Caniche de Bigas Luna
- Chrissomaloussa de Tony Lycouressis
- Cronica de um Industrial de Luis Rosemberg
- Julio comienza en julio de Silvio Caiozzi
- La empresa perdona un momento de locura de Mauricio Walerstein
- La Mémoire Courte de Eduardo de Gregorio
- Nighthawks de Ron Peck
- Old Boyfriends de Joan Tewkesbury
- Piats Vetcherov de Nikita Mikhalkov
- Rockers de Theodoros Bafaloukos
- Báječní muži s klikou de Jiří Menzel
- Tiro de Jacob Bijl
- Zmory de Wojciech Marczewski

Curtmetratges
- Combattimento d'Anna Kendall
- Idila d'Alexsandar Ilich
- Panoplie de Philippe Gaucherand
- Romance d'Yves Thomas
- Vereda Tropical de Joaquim Pedro de Andrade

## Premis

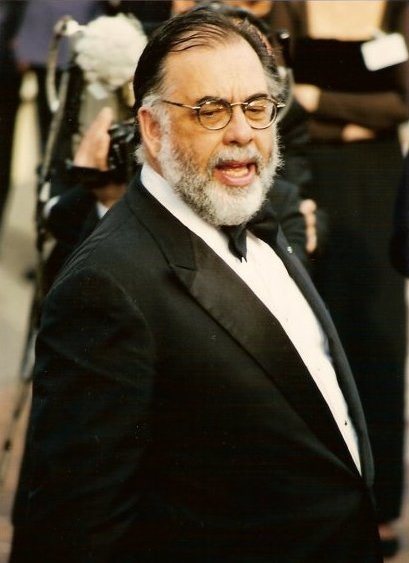
Francis Ford Coppola, guanyador de la Palma d'Or.

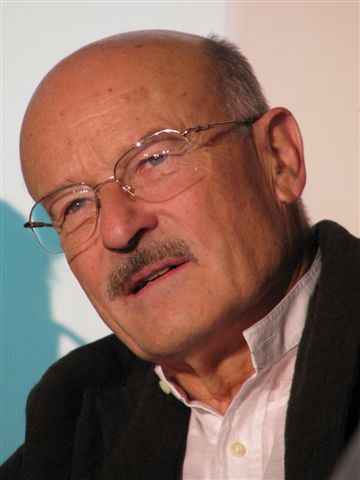
Volker Schlöndorff, guanyador de la Palma d'Or.

### Premis oficials
Els guardonats en les seccions oficials de 1979 foren:
- Palma d'Or:
  - Apocalypse Now de Francis Ford Coppola
  - Die Blechtrommel de Volker Schlöndorff
- Grand Prix: Siberiade d'Andrei Konchalovsky
- Millor director: Terrence Malick per Days of Heaven
- Millor actriu: Sally Field per Norma Rae
- Millor actor: Jack Lemmon per The China Syndrome
- Millor actriu secundària: Eva Mattes per Woyzeck
- Millor actor secundari: Stefano Madia per Caro papà

Càmera d'Or
- Caméra d'Or: Northern Lights de John Hanson i Rob Nilsson

'Curtmetratges
- Palma d'Or al millor curtmetratge: Harpya de Raoul Servais
- Premi del Jurat- animació: Bum de Břetislav Pojar
- Premi del Jurat- ficció: La Festa dels bojos de Lluís Racionero Grau

### Premis independents
Premis FIPRESCI
- Apocalypse Now de Francis Ford Coppola (En competició)
- Black Jack de Ken Loach (Quinzena dels directors)
- Angi Vera de Pál Gábor (Quinzena dels directors)

Commission Supérieure Technique
- Gran premi tècnic: Norma Rae de Martin Ritt

Jurat Ecumènic
- Premi del Jurat Ecumènic: Bez znieczulenia d'Andrzej Wajda
- Ecumenical Jury - Special Mention: Arven d'Anja Breien[15]

Premi Jove Cinema
- Prix du jeune cinéma: La drôlesse de Jacques Doillon

Altres premis
- Premi Honorari: "Hommage à Miklos Jancso" per tota la seva carrera